# Рита Хейуърт и изкуплението в Шоушенк
„Рита Хайуърд и изкуплението Шоушенк“ (на английски: Rita Hayworth and Shawshank Redemption) е новела на американския писател Стивън Кинг, част от сборника му от 1982 г. „Особени сезони“, където е с надзаглавие „Надежда за вечна пролет“.
Действието се развива в измисления затвор „Шоушенк“, щата Мейн, зад чиито стени властва корупция и беззаконие. Главни персонажи са двама затворници приятели: черноборсаджията Ред и бившият банкер Анди Дюфрейн, който твърди, че е невинен. Дюфрейн решава да разобличи властите на затвора и да избяга оттам.
За разлика от повечето произведения на Кинг, в тази новела липсват фантастичните елементи, будещи страх и ужас; самата реалност създава ужасяващото усещане у читателя.

## Сюжет
Ред е затворник от щатския затвор „Шоушенк“, където се занимава с вноса на контрабандни стоки. Попада там още млад, след отчасти непредумишлено убийство на младата си съпруга, нейна приятелка и невръстния ѝ син. В затвора Ред се запознава с бившия банкер Анди Дюфрейн, излежаващ две доживотни присъди за убийството на съпругата си и любовника ѝ. Дюфрейн твърди, че е невинен, но доказателствата сочат обратното. Тихият мъж поисква от контрабандиста да му достави геоложки чук.

## Екранизация
По литературната творба е направен игрален филм от 1994 г., номиниран за няколко награди „Оскар“, включително „за най-добър филм“, и считан за една от най-добрите филмови екранизации по Стивън Кинг. През 2009 г. новелата е пренесена и на театрална сцена. Актьорът Морган Фрийман, който играе Ред във филма, заявява в интервю, че новелата е любимата му книга.